# Notte della Taranta
La Noche de la Taranta (en italiano: La Notte della Taranta) es un festival de música en Salento, provincia de Apulia, Italia. 
La Noche de la Taranta se centra en la pizzica, un género folclórico popular en Salento, y tiene lugar en varios municipios de la provincia de Lecce y Grecia Salentina, especialmente en Melpignano. Da gran importancia a la tradición musical folclórica tarantela y pizzica, y es un recurso para el turismo en Apulia.
El festival gira por Salento, normalmente culminando en un gran concierto final en Melpignano en agosto, que dura hasta altas horas de la noche. Una media de 120.000 espectadores asisten cada año al último concierto. El festival comenzó en 1998 por una iniciativa de varios municipios de Salento, que patrocinaron el evento. Cada año se elige un nuevo director musical.

## Historia
La primera edición del festival se remonta a 1998. En agosto de 2008, nació la fundación "La Notte della Taranta" con el objetivo de definir líneas y opciones estratégicas y de gestión, promover iniciativas autónomas y coordinar la acción de los miembros para la mejora y la protección del área de Salento. En particular, apoya el estudio del patrimonio etnográfico mediante la promoción de eventos culturales, musicales, sociales y de comunicación, y proyectos de apoyo y desarrollo de investigaciones sobre el fenómeno de la tarantela, las tradiciones gricas y salentinas, con referencia específica a la música popular. Hoy, la Fundación se ocupa de la organización y producción del Festival "La notte della Taranta" y participa en varios proyectos realizados en sinergia con las principales universidades y centros de investigación italianos y extranjeros para usos en el área de Salento, con el objetivo de estudiar y profundizar en las tradiciones y múltiples culturas locales.
El Presidente de la Fundación fue Massimo Bray hasta el 27 de abril de 2013, fecha en la que fue nombrado Ministro de Patrimonio y Actividades Culturales y Turismo del gobierno de Letta. El 3 de julio de 2013, Massimo Manera fue nombrado nuevo presidente.
La edición de 2020 se desarrolló a puerta cerrada por la pandemia de coronavirus, mientras que la de 2021, por el mismo motivo, limitó la asistencia a un millar de personas.

## Localización
Originalmente, la Notte della Taranta durante el festival itinerante hacía paradas en 15 municipios de Salento: Alessano, Andrano, Calimera, Carpignano Salentino, Castrignano dei Greci, Corigliano d’Otranto, Cursi, Cutrofiano, Galatina, Martano, Martignano, Soleto, Sternatia, Zollino y Lecce. A partir de 2015, las etapas se convierten en 16 con la incorporación del municipio de Sogliano Cavour, mientras que a partir de 2017 son 17 etapas, debido a la incorporación de Acaya, una aldea de Vernole.

## Resumen
| Edición | Año  | Cantantes | Director de orquesta   | Asistencia |
| ------- | ---- | --- | ---------------------- | ---------- |
| I       | 1998 | Canzoniere Grecanico Salentino · Avleddha · Arakne Mediterranea · Uccio Aloisi · Aia Noa · Asteria · Tamburellisti di Torrepaduli                                                           | Daniele Sepe           | 5.000      |
| II      | 1999 | Claudio "Cavallo" Giagnotti | Piero Milesi           | 15.000     |
| III     | 2000 | Manolo Badrena · Richard Bona · Lelo Nika · Maurizio Dei Lazzaretti | Joe Zawinul            | 30.000     |
| IV      | 2001 | Orchestra Sinfonica Tito Schipa · Claudio "Cavallo" Giagnotti · Dupain | Piero Milesi           | 50.000     |
| V       | 2002 | Andrea Parodi · Noa · Solis String Quartet | Vittorio Cosma         | 60.000     |
| VI      | 2003 | Raiz · Nabil Salameh · Teresa De Sio · Giovanni Lindo Ferretti · Ambrogio Sparagna | Stewart Copeland       | 60.000     |
| VII     | 2004 | Franco Battiato · Gianna Nannini · Giovanni Lindo Ferretti · Francesco Di Giacomo · Gianni Maroccolo                                                                                        | Ambrogio Sparagna      | 70.000     |
| VIII    | 2005 | Pino Zimba · Piero Pelù · Davide Van De Sfroos · Francesco De Gregori · Giovanna Marini · Compagnia Sonadur di Ponte Caffaro · Sud Sound System                                             | Ambrogio Sparagna      | 90.000     |
| IX      | 2006 | Lucio Dalla · Graziano Galatone · Buena Vista Social Club · Carmen Consoli · Peppe Servillo · Lucilla Galeazzi                                                                              | Ambrogio Sparagna      | 100.000    |
| X       | 2007 | Giuliano Sangiorgi · Massimo Ranieri · Morgan · Ginevra Di Marco · Giovanni Sollima · Orchestra di Piazza Vittorio · Eva Quartet · Piero Brega · Badarà Seck · Gavino Murgia · Mario Arcari | Mauro Pagani           | 120.000    |
| XI      | 2008 | Vinicio Capossela · Caparezza · Richard Galliano · Radiodervish · Après La Classe · Sud Sound System                                                                                        | Mauro Pagani           | 150.000    |
| XII     | 2009 | Alessandra Amoroso · Mira Awad · Z-Star · Simone Cristicchi · Eugenio Finardi · Noa · Angélique Kidjo                                                                                       | Mauro Pagani           | 100.000    |
| XIII    | 2010 | Sud Sound System · Dulce Pontes · Savina Yannatou · Mercan Dede · Tambours Du Burundi · Taraf De Haïdouks · Ballaké Sissoko                                                                 | Ludovico Einaudi       | 120.000    |
| XIV     | 2011 | The Chieftains · Justin Adams & Juldeh Camara · Joji Hirota & The Taiko Drummers · Mercan Dede & Secret Tribe · Diego el Cigala · Ballaké Sissoko · Sud Sound System                        | Ludovico Einaudi       | 110.000    |
| XV      | 2012 | Tonči Huljić & Madre Badessa Band · Coro delle Mondine di Novi · Mascarimirì | Goran Bregović         | 120.000    |
| XVI     | 2013 | Emma · Max Gazzè · Niccolò Fabi · Miguel Àngel Berna · Roby Lakatos · Alfio Antico · Eugenio Bennato                                                                                        | Giovanni Sollima       | 130.000    |
| XVII    | 2014 | Antonella Ruggiero · Roberto Vecchioni · Mannarino · Bombino · Glen Vélez · Lori Cotler ·Avi Avital · Fratelli Mancuso                                                                      | Giovanni Sollima       | 120.000    |
| XVIII   | 2015 | Luciano Ligabue (con Federico Poggipollini e Luciano Luisi) · Tony Allen · Paul Simonon · Andrea Echeverri · Anna Phoebe · Raúl Rodríguez · Canzoniere Grecanico Salentino con Erri De Luca | Phil Manzanera         | 150.000    |
| XIX     | 2016 | Fiorella Mannoia · Lisa Fischer · Concha Buika · Nada · Tosca | Carmen Consoli         | 200.000    |
| XX      | 2017 | Gregory Porter · Suzanne Vega · Yael Deckelbaum · Tim Ries · Pedrito Martinez · Boomdabash · Gerry Leonard                                                                                  | Raphael Gualazzi       | 150.000    |
| XXI     | 2018 | LP · Clementino · James Senese · Enzo Gragnaniello · Yilian Cañizares · Dhoad Gypsy of Rajasthan · Après La Classe · Mino De Santis                                                         | Andrea Mirò            | 200.000    |
| XXII    | 2019 | Elisa · Gué Pequeno · Salif Keïta · Enzo Avitabile ·Alessandro Quarta · Gino Castaldo · Stefano De Martino · Belén Rodríguez · Maurizio Colonna                                             | Fabio Mastrangelo      | 200.000    |
| XXIII   | 2020 | Diodato · Mahmood · Gianna Nannini · Sergio Rubini · Orchestra Roma Sinfonietta · Jovanotti                                                                                                 | Paolo Buonvino         | 0          |
| XXIV    | 2021 | Madame · Al Bano · Il Volo · Orchestra Notturna Clandestina | Enrico Melozzi, Madame | 1.000      |
| XXV     | 2022 | Samuele Bersani · Gino Castaldo · Elodie · Kety Fusco · Madame · Marco Mengoni · Massimo Pericolo · Stromae · Studio Murena                                                                 | Dardust                | 200.000    |
| XXVI    | 2023 | Arisa · Brunori Sas · Carlo di Francesco · Clemente Ferrari · Tananai | Fiorella Mannoia       | 250.000    |
| XXVII   | 2024 | |                        |            |